# Thomas Audo

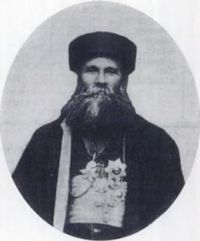
Bischof Thomas Audo

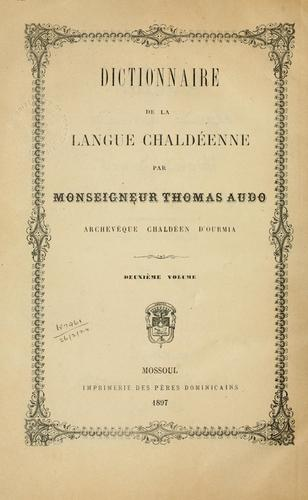
Titelblatt seines Hauptwerkes „Dictionnaire de la langue chaldéenne“

Thomas Audo (* 11. Oktober 1855 in Alqosh; † 27. (?) Juli 1918 in Urmia) war ein Semitist und Bischof der Chaldäisch-Katholischen Kirche.
Thomas (Tuma) Audo, Sohn des Priesters Hormozd bar Mikhael, entstammte einer chaldäisch-katholischen Familie, aus der mehrere Bischöfe hervorgingen. Sein Onkel Mar Joseph VI. Audo war Patriarch von Babylon, Thomas’ Bruder Israel Audo († 1941) seit 1909 Metropolit von Mardin.
Nach Abschluss seines Studiums in Rom (1869–1880) wurde Thomas Audo 1882 zum Priester geweiht. Er wirkte sodann als Patriarchalvikar in Aleppo und Regens des syrisch-chaldäischen Priesterseminars in Mosul. Am 4. September 1892 wurde er zum Erzbischof von Urmia und Salamas bestellt. Im Gefolge der Auseinandersetzungen zwischen muslimischen Kurden und christlichen Assyrern wurde er Ende Juli 1918 im Hof seines Bischofshauses angeschossen und erlag seinen Verletzungen wenige Tage später.

## Hauptwerk
- Dictionnaire de la langue chaldéenne, 2 Bände (syrisch), Mossoul: Impr. des Pères Dominicains 1897–1901.

Nachdrucke:
- Dictionary of the Assyrian language. Stockholm : Assyrian Federation in Sweden 1979.
- Treasure of the Syriac language. Losser : St.Ephrem the Syrian Monastery 1985.
- Treasure of the Syriac Language: A Dictionary of Classical Syriac. Gorgias Press LLC. ISBN 978-1-59333-572-4